# Ях'я ібн Абд аль-Азіз
Ях'я ібн Абд аль-Азіз (араб. يحيى ابن عبد العزيز; д/н — 1161/1162) — останній султан держави Хаммадідів у 1121—1152 роках.

## Життєпис
Син султана Абд аль-Азіза. Замолоду виховувався в гаремі, вивчав літературу і Коран. Також захоплювався полюванням. разом з тим поступово долучався до військової справи. Близько 1110 року очолив військо проти посталого бедуїнського племені хіляль-атбаджі, яке захопило стару столицю Бені-Хаммад, взявши в облогу касбу (цитадель). Ях'я завдав супротивникові рішучої поразки, змусивши підкоритися і після цього звільнив регіон Ходна.
1121 року після смерті батька успадкував владу. Невдовзі придушив повстання Ібн Фуркана в Таузері. 1128 року повалив династію Хурасанідів в Тунісі, приєднавши їх землі до своєї держави.
1135 року здійснив спробу захопити Махдію, столицю Зірідів. Проте останні отримали допомогу від сицилійського короля Рожера ІІ.
1141 року визнав зверхність Фатімідів, відійшовши від Аббасидів.

## Війна з Альмохадами
1145 року Альморавіди зазнали практично повної поразки від Альмохадів, війська яких підійшли до кордонів Хаммадидів. За цих обставин Ях'я дипломатичними засобами намагався попередити війну. 1143 року сицилійці пограбували порт Джиджель. 1136 року було відбито напад генуезького флоту на Беджаю (Насірію).
1148 року відправив військо з тим, щоб усе цінне, що залишилося в Бені-Хаммаді було перевезено до нової столиці Беджаї, що і було зроблено до 1149 року. Водночас прийняв родича Аль-Хасана, останнього зірідського еміра Іфрикії, що втік від сицилійського флоту, який на чолі з адміралом (еміром емірів) Георгієм Антіохійським захопив Махдію, Сус і Сфакс. Через якийсь час Ях'я заарештував Аль-Хасана і тримав його в ув'язненні в фортеці в Алжирі. Втім незабаром сицилійці захопили і Туніс, чим завдали значного удару Хаммадидам. Після цього знову визнав зверхність багдадських Аббасидів, сподіваючись отримати від них допомогу.
1151 року почалася війна з Альмохадами, армія яких захопила центральний Магриб і місто Алжир. Намісник останнього, брат султана Каїд ібн Абд аль-Азіз не зміг захистити місто. Тоді Ях'я відправив проти альмохадського халіфа Абд аль-Муміна нове військо на чолі із братом Себа, яке також зазнало поразки біля Сетіфи. Разом з тим Альмохади захопили Бені-Хаммад, де завдали поразки об'єднаному війську Хаммадидів та бедуїнів хіляль-атбаджі. Саме місто було сплюндровано і вже ніколи не відновилось.
В серпні 1152 року альмохадське військо захопило столицю хаммадідів Беджаю. Ях'я втік до християнської Сицилії, де сподівався дістати допомогу від норманського королівства. У 1152 році султан повернувся до Африки, де в Константіні планував організувати опір. Втім невдовзі підкорився Абд аль-Муміну. На цьому держава Хаммадідів припинила своє існування.
Колишній володар мешкав в Константіні до 1153 року, коли за наказом халіфа відправився до Сале, де помер 1161 або 1162 року.